# Manuel Carvajal Cavero
Manuel Carvajal Cavero (1794 - 1832) fue un político novohispano, (mexicano al despertar de la nueva nación), gobernador interino de Yucatán por breve lapso en 1832, cuando su hermano José Segundo tuvo que pedir licencia y fue a establecerse en el puerto de Campeche. En ese punto la gubernatura correspondió a Pablo Lanz y Marentes pero a las pocas semanas este se declaró en impedimento para continuar en su encargo y entonces se designó a Manuel Carvajal quien, al cabo de un mes, le entregó el poder nuevamente a su hermano.

## Datos históricos y biográficos
Fue regidor en el ayuntamiento de Mérida, Yucatán. También fue diputado federal al Congreso de la Unión. Era secretario de la legislatura en la que la cámara de diputados decidió las sanciones que se aplicarían a su hermano José Segundo que había derrocado al gobernador José Tiburcio López Constante. Al verse obligado José Segundo a dejar el poder, el nombramiento recayó en Pablo Lanz y Marentes quien asumió el poder el 23 de julio de 1832. Al poco tiempo este se declaró en impedimento para continuar y la designación de gobernador recayó en Manuel que ya era el secretario general de gobierno. Ejerció este el poder del 1 al 30 de septiembre de ese año de 1832, ya que en esa fecha regresó su hermano José Segundo al mando estatal.